# Hafgufa

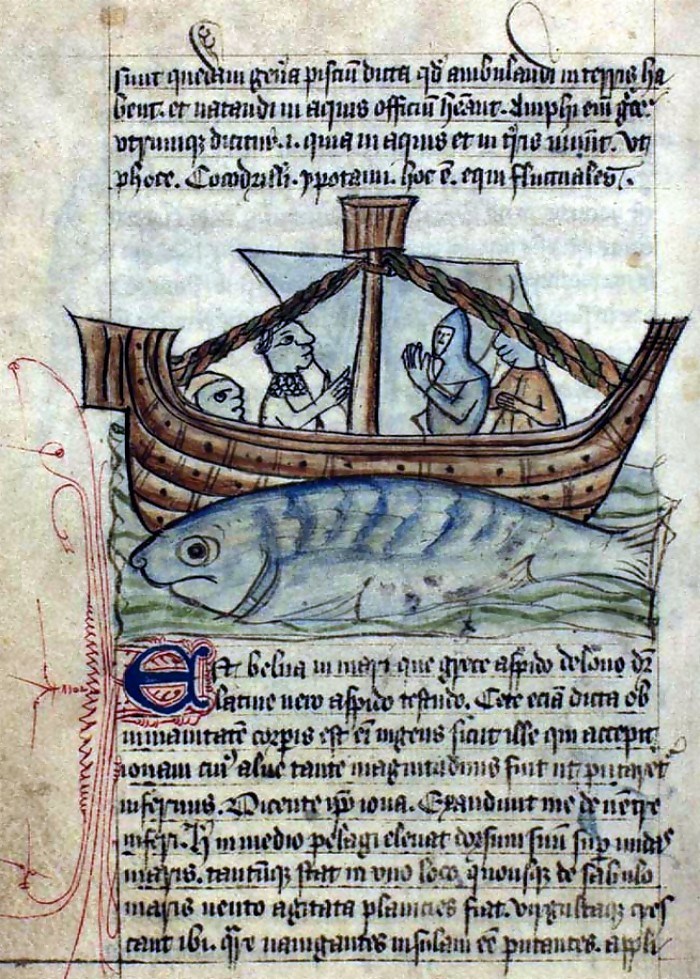
El hafgufa es un monstruo marino que aparece en la saga de Örvar-Oddr.

Hafgufa, havguva, havgumsen, havstramben es un enorme monstruo marino descrito en la literatura nórdica, en concreto, en una de las heiti de la Edda prosaica, en la saga de Örvar-Oddr, y en el Konungs skuggsjá (un manual-instructivo real), en 1250. El Konungs skuggsjá habla de un monstruo oceánico parecido a un pez gigante, tan grande como una isla. El animal es rara vez visto, y en el texto se especula sobre la posibilidad de que haya sólo uno o dos de estos seres en el mundo. Hafgufa compartía el mar de Groenlandia con otra bestia mítica, Lyngbakr.
La palabra Hafgufa significa «vapor de océano».

## Historia y antecedentes
No hay muchos registros confirmados sobre este gigantesco pez en las aguas de los países nórdicos, pero en la tradición popular, parece que sólo se lo conoce en el Atlántico, principalmente en Noruega. El obispo Gunnerus de Trondheim creía, además, que el viejo hafgufa debía ser el mismo kraken. Este monstruo oceánico es descrito minuciosamente por Erik Pontoppidan en un libro sobre la naturaleza de Noruega de 1752, en el que se basa, en particular, en la reproducción de historias de pescadores noruegos.
Además de muchas otras observaciones que se hicieron en Islandia y Noruega, se puede explicar el fenómeno por los volcanes submarinos que pueden causar burbujeo en el agua y la formación de nuevos islotes. Muchas de las otras observaciones que se han hecho pueden ser simplemente explicadas por fenómenos aéreos, o nebulosos. En los últimos tiempos, sin embargo, algunos [¿quién?] interpretaron el nombre "vapor de océano" como una posible señal de que el fenómeno es en realidad burbujas de gas metano inestable emergiendo de los fondos marinos, causadas por fenómenos tales como terremotos y deslizamientos de tierra submarina. Dicho gas también puede causar incendios, y se ha propuesto esto como una explicación de las misteriosas desapariciones de aeronaves y embarcaciones en el triángulo de las Bermudas.[cita requerida]